# Настоящие гекконы

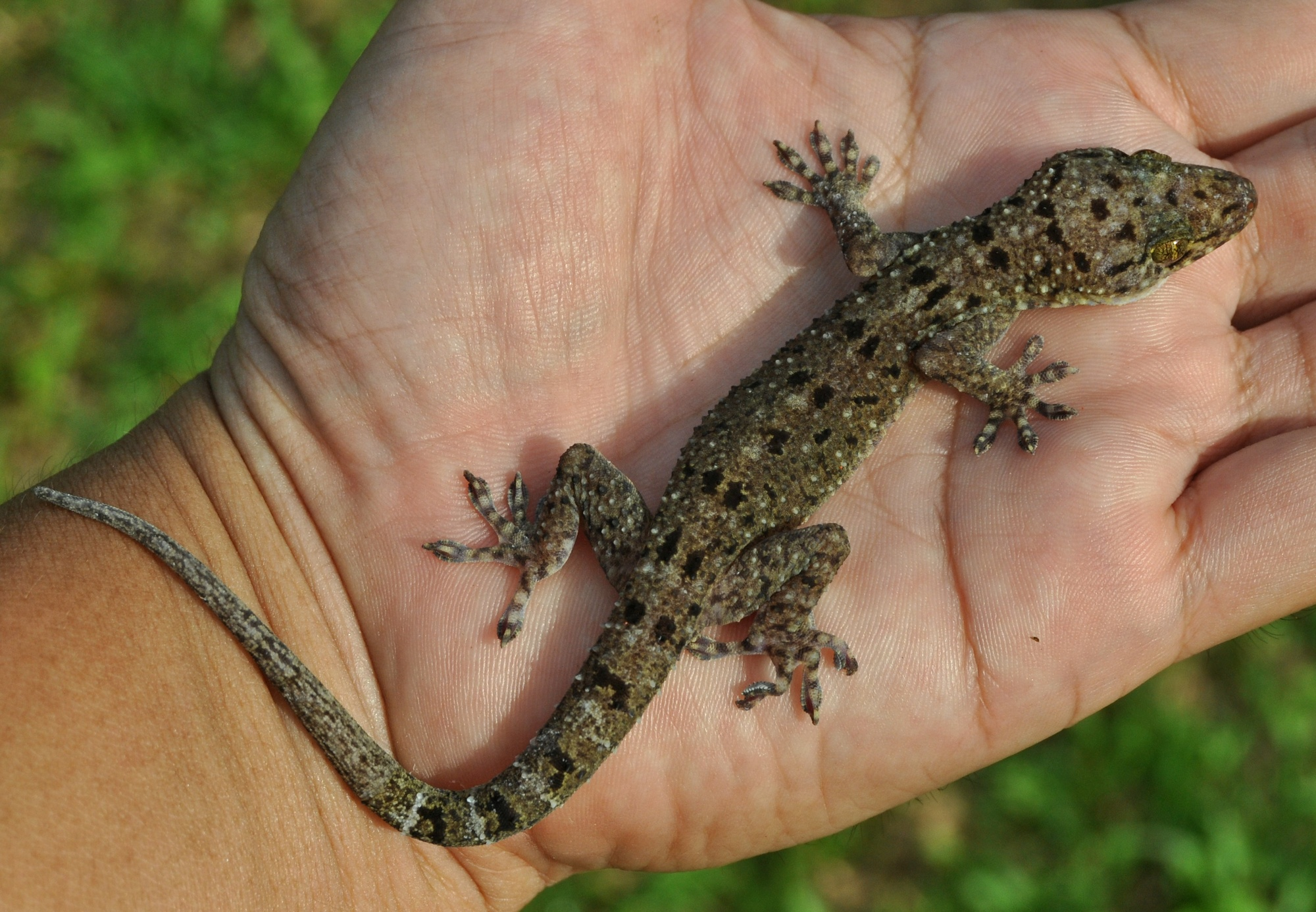

Настоящие гекконы, или гекко (лат. Gekko) — род ящериц из семейства гекконов.

## Описание
К роду Gekko относятся наиболее крупные представители семейства гекконов. От других гекконов отличаются сильно расширенными подпальцевыми пластинками с неразделенными рядами поперечно лежащих щеточек. Несущие когти конечные фаланги пальцев остаются свободными.

## Ареал и места обитания
Ареал рода охватывает Юго-Восточную Азию от Пакистана и Северо-Восточной Индии на западе до Японских, Филиппинских и Зондских островов на востоке и юге. Обитают в тропических лесах. Ведут древесный образ жизни.

## Виды
В роде Gekko 50 видов:
- Gekko adleri
- Gekko albofasciolatus
- Gekko athymus
- Gekko auriverrucosus
- Gekko badenii — Геккон Уликовского[4]
- Gekko canaensis
- Gekko canhi
- Gekko carusadensis
- Gekko chinensis — Китайский гекко[2]
- Gekko coi
- Gekko crombota
- Gekko ernstkelleri
- Gekko gecko — Геккон токи[5], или Токи[2][4][5], или токей[2][5], или гекко[2]
- Gekko gigante — Гигантский гекко[2]
- Gekko grossmanni
- Gekko hokouensis
- Gekko japonicus — Японский геккон[2]
- Gekko kikuchii
- Gekko lauhachindai
- Gekko melli
- Gekko mindorensis
- Gekko monarchus
- Gekko nutaphandi
- Gekko palawanensis — Палаванский гекко[2]
- Gekko palmatus — Пальмовый гекко[2]
- Gekko petricolus
- Gekko porosus — Пористый геккон[2]
- Gekko reevesii
- Gekko remotus
- Gekko romblon
- Gekko rossi
- Gekko russelltraini
- Gekko scabridus — Шероховатый гекко[2]
- Gekko scientiadventura
- Gekko shibatai
- Gekko siamensis
- Gekko similignum
- Gekko smithii — Геккон Смита[4], или гекко Смита[2]
- Gekko swinhonis
- Gekko taibaiensis
- Gekko takouensis
- Gekko tawaensis
- Gekko taylori
- Gekko truongi
- Gekko verreauxi
- Gekko vertebralis
- Gekko vietnamensis
- Gekko vittatus — Полосатый геккон[4], или полосатый гекко[2]
- Gekko wenxianensis
- Gekko yakuensis